# Papuogryllacris obiensis
Papuogryllacris obiensis är en insektsart som beskrevs av Morgan Hebard 1922. Papuogryllacris obiensis ingår i släktet Papuogryllacris och familjen Gryllacrididae. Inga underarter finns listade i Catalogue of Life.